# اچ‌ام‌ای‌اس دونترون
اچ‌ام‌ای‌اس دونترون (به انگلیسی: HMAS Duntroon) یک کشتی بود. این کشتی در سال ۱۹۳۵ ساخته شد.